# Sang de monstre
Sang de monstre est un livre de la collection Chair de Poule (Goosebumps, en anglais), écrite par Robert Lawrence Stine.

## Histoire
Pendant que ses parents cherchent une nouvelle maison à Atlanta, Ivan doit aller habiter quelque temps chez sa tante Catherine, une vieille femme sourde qu'il soupçonne d'être une sorcière. En flânant dans la ville, il fait la rencontre d'une fille de son âge prénommée Dom, mais aussi des terribles frères jumeaux Bimer, qui n'hésiteront pas à persécuter Ivan. Ce dernier entre dans un magasin et y trouve un pot de "sang de monstre". Bien que le vendeur lui dise qu'il est périmé, il le prend quand même. Ivan l'essaye sur son chien épagneul Tiger et celui-ci se met à grossir mystérieusement...